# Parc national de Cairngorms
Pour les articles homonymes, voir Cairngorm.
Le parc national de Cairngorms (en anglais : Cairngorms National Park ; en gaélique écossais : Pàirc Nàiseanta a' Mhonaidh Ruaidh) est un parc national créé en 2003 dans le nord-est de l'Écosse. Il est le second des deux parcs nationaux écossais établis par le gouvernement écossais, après le parc national du Loch Lomond et des Trossachs, créé en 2002. Le parc couvre la chaîne de montagnes des Cairngorms et les collines environnantes. C'est initialement le plus grand parc national des îles britanniques, et il est étendu en 2010 à Perth and Kinross dans les Highlands.

## La région
Le parc national de Cairngorms couvre 4 528 km2 dans les régions de l'Aberdeenshire, le Moray, les Highlands, l'Angus et Perth and Kinross. Les Cairngorm Mountains proposent des paysages spectaculaires, similaires à ceux du parc national d'Hardangervidda en Norvège, mais contrairement à ce dernier qui est un parc de catégorie 1 (aucune activité humaine ayant un impact sur l'environnement n'y est tolérée), celui-ci est classé dans la catégorie 5 (aire de développement durable) et dispose de fermes et d'un tourisme qui est fortement encouragé. Aviemore est une destination de vacances recherchée et populaire, mais Dalwhinnie, Newtonmore et Kingussie présentent aussi un intérêt au sud du parc. Le Highland Wildlife Park et Dalwhinnie Single Malt se trouvent dans le parc.

## Géographie
La chaîne des Cairngorms, dans le centre de l'Écosse, compose un authentique morceau d'Arctique en Europe, et rares sont les lieux ou l'on peut observer d'aussi vastes étendues de granit, avec des moraines, des vallées encaissées et des lacs. Il s'agit du plus vaste massif montagneux du Royaume-Uni. C'est ici que naissent des torrents impétueux, mais le paysage est très différent de celui du reste de l'Écosse. Le sommet le plus élevé, le Ben Macdui (1 309 m) est accompagné de plusieurs autres sommets de plus de 1 000 mètres, dont le Cairn Gorm (1 245 m), qui a donné son nom au parc et à la chaîne de montagnes. Sur le haut plateau des Cairngorms s'étend notamment la plus vaste toundra du Royaume-Uni. Trois grands fleuves prennent leur source dans le parc : le Spey, le Dee et le Don.
La région ne compte guère d'habitations, car il a toujours été impossible d'en cultiver la terre ou d'y installer des élevages traditionnels de moutons. À quelques endroits subsistent des vestiges de la forêt calédonienne, qui recouvrait jadis une grande partie de l'Écosse. Le parc renferme à lui seul le quart des forêts écossaises. On peut également découvrir, encaissés dans ces vieilles forêts, certains des lochs écossais les plus caractéristiques, alimentés par des torrents aux eaux restées très pures, qui ensemble créent des paysages magiques.
D'immenses landes de bruyères sont une autre caractéristique du parc, ainsi que les tourbières, dont certaines ont retrouvé un état sauvage remarquable.

## Faune
Les montagnes de Cairngorm offrent un habitat unique de landes alpines et de semi-toundra, abritant de nombreuses plantes, oiseaux et animaux rares. Les oiseaux sur les plateaux comprennent le lagopède d'Écosse, le pluvier guignard, le bruant des neiges, l’aigle royal, le merle à plastron, le grand tétras et le tétras lyre,. Les espèces de mammifères comprennent le cerf rouge, le cerf sika et le lièvre variable ainsi que le seul troupeau de rennes semi-domestiqués dans les îles britanniques. Ils errent maintenant dans les hauts Cairngorms, après avoir été amenés en 1952 par un berger suédois. Le troupeau est maintenant stable à environ 150 individus, certains nés en Écosse et d’autres introduits de Suède.
La forêt abrite des écureuils roux, des chats sauvages et des martres. L'aigle y niche régulièrement. Les rivières et torrents abritent des loutres et sont riches en saumons. Les marais reçoivent également des visiteurs hivernaux, comme les oies cendrées d’Islande et jusqu’à 200 cygnes blancs.

## Les limites du parc
Avant que le parc national ne soit établi en 2003, le Scottish Natural Heritage a conduit une étude visant à délimiter les frontières et les pouvoirs de l'autorité gérant le parc. Une option consistait à intégrer Tomatin, Blair Atholl, Aboyne et Glen Shee, faisant ce parc deux fois plus grand que le parc national du Lake District. L'aire choisie est finalement plus réduite, mais fait tout de même du parc le plus grand de Grande-Bretagne. Elle s'arrête aux zones frontières de Carrbridge, Laggan, Dalwhinnie, Grantown-on-Spey et Ballater. Plusieurs groupes et communautés locales ont par la suite fait pression pour que la région de Perth and Kinross soit intégrée au parc.
Le 13 mars 2008, Michael Russell annonce que le parc national sera étendu pour intégrer Blair Atholl et Spittal of Glenshee. Il y a également une controverse concernant la construction d'un funiculaire de la Cairngorm Mountain Railway à Cairn Gorm, un programme soutenu par la nouvelle National park authority. Les partisans du funiculaire considèrent qu'il va permettre un important revenu touristique, tandis que ses détracteurs déclarent que ce projet est incompatible avec une aire protégée. Pour réduire l'érosion, la ligne permet uniquement aux skieurs de remonter vers la station de Ptarmigan en saison.
Le 4 octobre 2010 le parc est étendu à Perthshire and Glenshee.

## Tourisme
Environ 18 000 personnes résident dans le parc national. Les plus grandes communautés sont, outre Aviemore, Ballater, Braemar, Grantown-on-Spey, Kingussie, Newtonmore et Tomintoul. Le tourisme représente 80 % de l'économie et 43 % de l’emploi dans la région du parc. En 2018, 1,9 million de visites touristiques ont été enregistrées. La majorité des visiteurs sont nationaux, 25 % venant d’ailleurs au Royaume-Uni et 21 % d’autres pays. Début 2017, le parc a été désigné comme l'une des meilleures destinations d'écotourisme en Europe et considéré comme « La Mecque du tourisme de plein air ».
Le parc est populaire pour des activités telles que la marche, le vélo, le VTT, l’escalade et le canoë-kayak : pour les randonneurs, il y a 55 Munros (montagnes de plus de 3 000 pieds (910 m) de hauteur) dans le parc. Deux des grands sentiers écossais traversent le parc : le Speyside Way et le Cateran Trail. Une industrie du ski et des sports d’hiver est concentrée dans les Cairngoms, avec trois des cinq stations écossaises situées ici.
En plus de la brasserie Cairngorm, six distilleries sont situées dans la zone du parc: la distillerie Dalwhinnie, la distillerie Glenlivet, la distillerie Tomintoul, la distillerie Royal Lochnagar, la distillerie Balmenach et la distillerie Speyside, la plupart pouvant se visiter.

## Lieu de tournage
Certaines scènes de Monarch of the Glen (en) (diffusées de 2000 à 2005) ont été tournées dans le parc et à proximité du loch Laggan et Ardverikie House.
En 2012, certaines scènes du film Batman The Dark Knight Rises ont été tournées sur le site du Cairngorm Gliding Club à Feshiebridge. Des parachutistes ont sauté d’un jet et ont atterri sur la piste d’atterrissage du club.
Au cours de l’été 2019, le tournage du James Bond Mourir peut attendre a eu lieu dans la ville d’Aviemore et dans les environs du parc. Certaines scènes ont également été tournées au domaine Ardverikie House, juste à l’extérieur du parc.
Parmi les autres films et émissions de télévision tournés dans la région du parc, citons Mary Queen of Scots (2013), Outlaw King (Netflix, 2018), Outlander (série télévisée), Victoria (série télévisée, épisode 7), Mrs Brown (1997), Centurion (2010), Salmon Fishing in the Yemen (2011), The Queen (2006), The Crown (série Netflix) et Confident royal (2017).

## Galerie

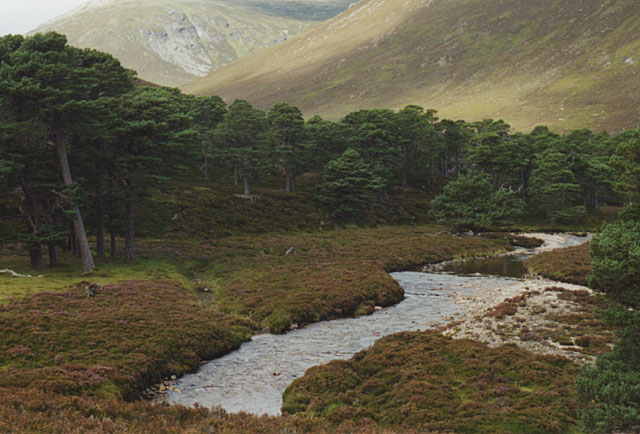
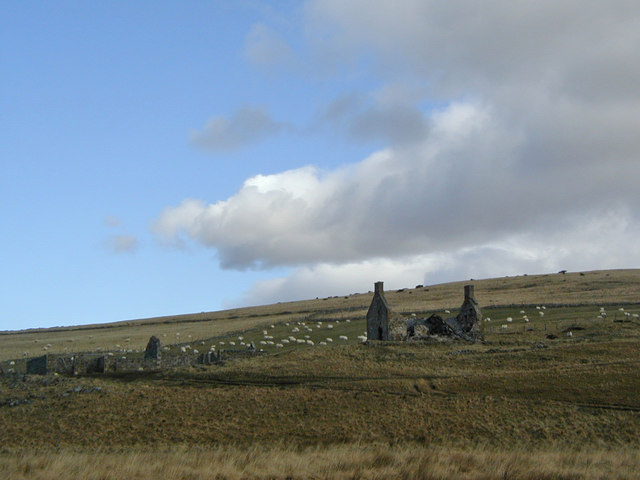
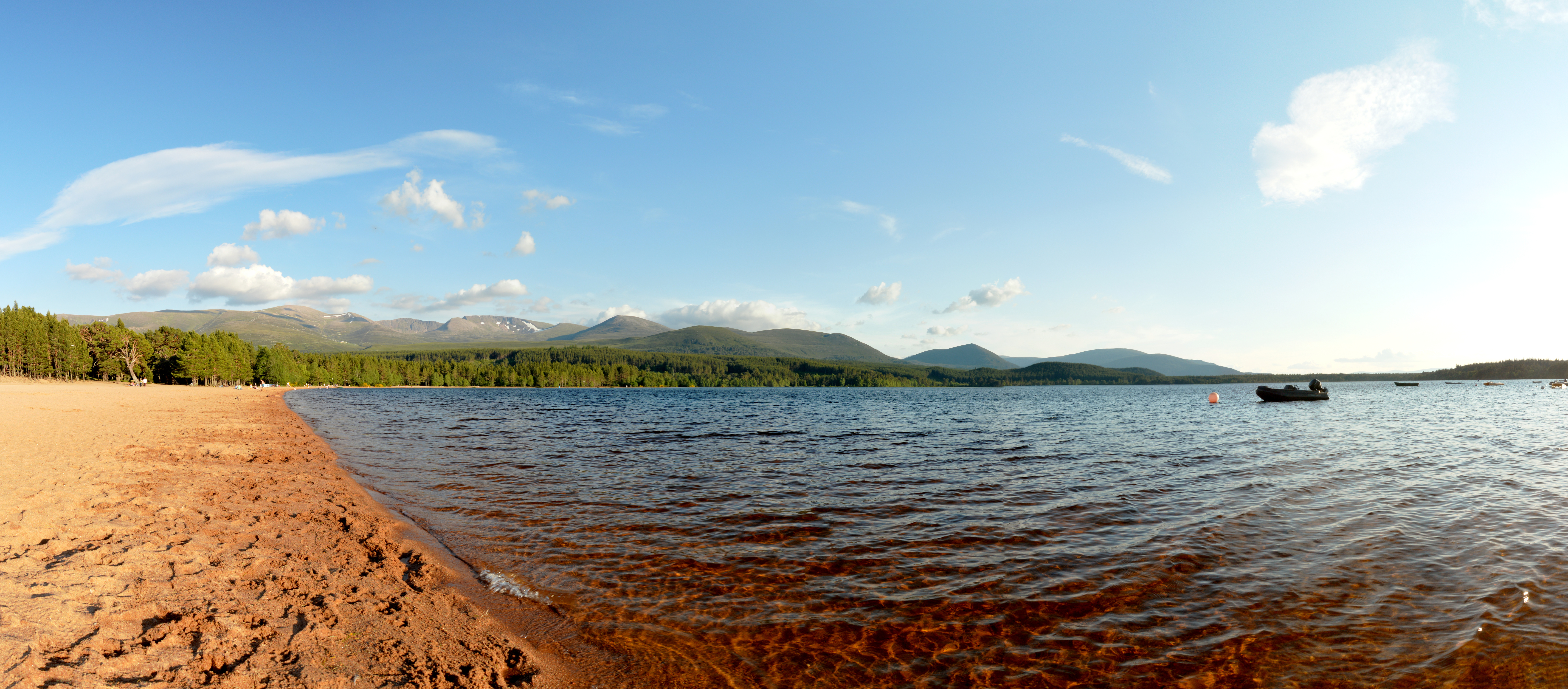
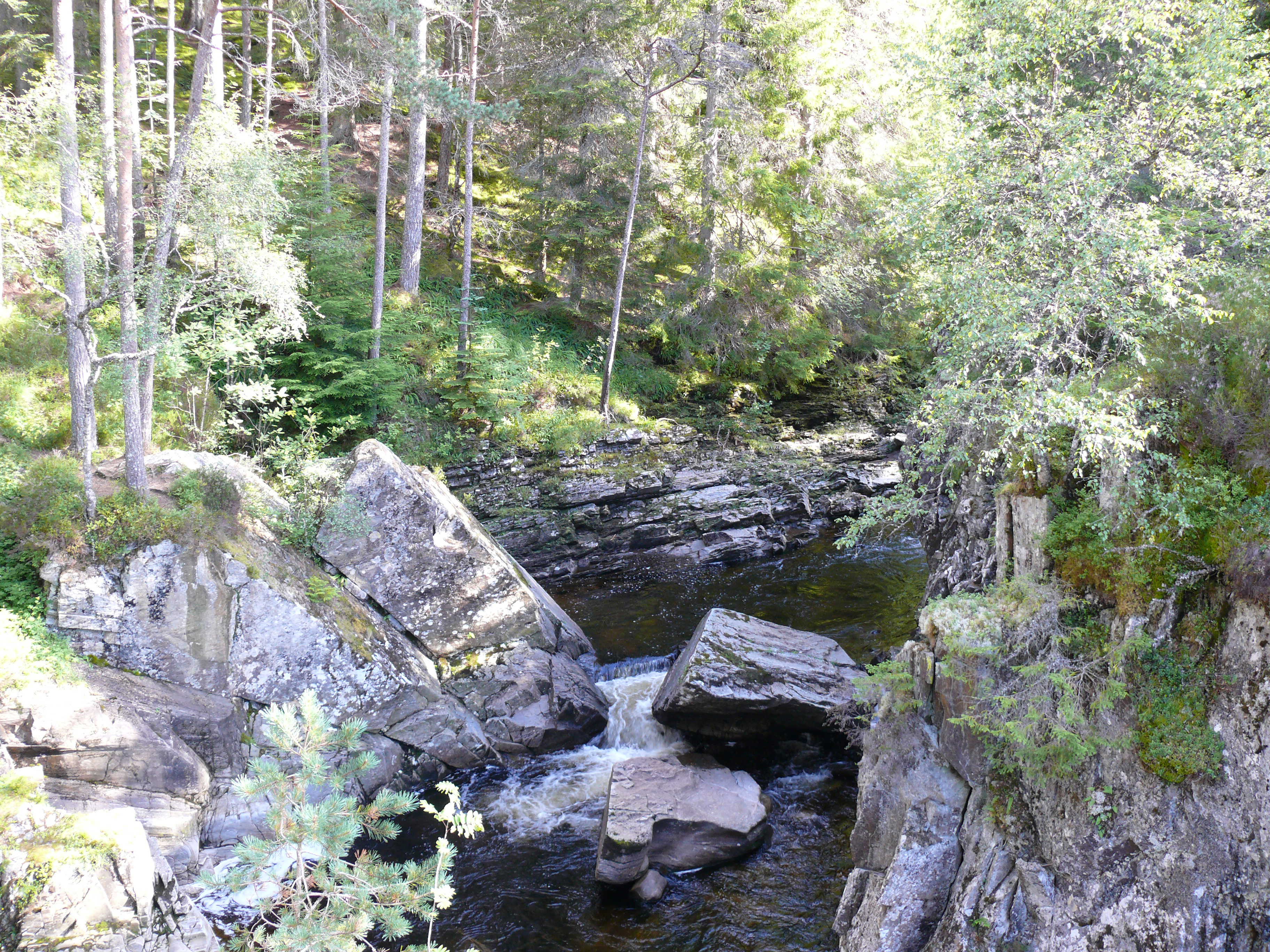

## Villes du parc

### Aberdeenshire
- Ballater
- Braemar
- Corgarff
- Strathdon
- Crathie
- Dinnet

### Angus
- Clova (Angus)

### Highland
- Aviemore
- Boat of Garten
- Carrbridge
- Dalwhinnie
- Dulnain Bridge
- Drumochter
- Grantown on Spey
- Kingussie
- Laggan
- Nethy Bridge
- Newtonmore

### Moray
- Glenlivet
- Tomintoul

### Perth and Kinross
- Blair Atholl
- Killiecrankie
- Spittal of Glenshee